# الموجز في الشعر العربي (كتاب)
الموجز في الشعر العربي هو عنوان كتاب للكاتب العراقي فالح الكيلاني صدر عن دار دجلة الأردنية في عام 2013 م.

## مضمون الكتاب
الموجز في الشعر العربي"، ويعتبر من مراجع الكتب العربية في الأدب، والشعر عبر العصور والأزمنة، ومن أهم الموسوعات التاريخية الموضوعية في الشعر العربي في التاريخ الحديث، والمعاصر بكل مفرداته وأحداثه وتطوراته وفنونه وتغييراتها بما فيها عمود الشعر والشعر الحر وقصيدة النثر والشعراء وطبقاتهم وأحوالهم.
وعن دور الشعر والشاعر في الحياة، والكتاب طبع طبعاتان الأولى بتقديم شوقي ضيف عام 1970 بمجلد واحد والثانية تقع في 865 صفة باربعة اجزاء بمجلدين كبيرين من قبل دار دجلة، عمان - الأردن. يقول الدكتور فالح الكيلاني في المقدمة ذاتها "لكني أحسب أن الشعر، في هذا العصر، لا يزال له خطره، وأن الشاعر، لا يزال كما كان منذ القدم نبيا بين الناس يرشدهم ويهديهم، ويقوّم ما أعوج من طباعهم وأذواقهم.. ويكفي الشعر هذا فلا حاجة به إلى أن يكون بوقا من أبواق الإصلاح الاجتماعي، يهدف مباشرة إلى خدمة البلاد، فأنه لن يكون حينذاك شعراً، ولن يحق لنا أن نعتبره فنا جميلاً."

## نسخة pdf
- كتاب:الموجز في الشعر العربي للدكتور فالح الكيلاني PDF.